# Laasdorf
Laasdorf là một đô thị thuộc huyện Saale-Holzland, trong bang Thüringen, Đức. Đô thị Laasdorf có diện tích 4,04 km².